# Orbán-hegy
L'Orbán-hegy [ˈoɾbaːn ˈhɛɟ] est un sommet de Hongrie situé dans le 12e arrondissement de Budapest dans les collines de Buda.